# Blumen des Lebens – Melodien großer Meister
Blumen des Lebens – Melodien großer Meister ist das 41. Studioalbum des österreichischen Schlagersängers Freddy Quinn, das 1984 im Musiklabel Polydor auf Schallplatte (Nummer 823 496-1) und Compact Disc (Nummer 823 496-2) erschien und Melodien von klassischen Komponisten wie Rubinstein, Dvořák oder Liszt enthielt. Das Album konnte sich nicht in den deutschen Albumcharts platzieren. Als Single wurde Blumen des Lebens mit Venedig bei Nacht als B-Seite veröffentlicht.

## Titelliste
Das Album beinhaltet folgende zwölf Titel:
- Seite 1

1. Blumen des Lebens (im Original das Volkslied Romance Anónimo[4])
2. Morgens um fünf (im Original als Melodie in F-Dur, op. 3 Nr. 1 von Anton Grigorjewitsch Rubinstein, 1852[5])
3. Wie die Zeit vergeht (im Original als Sinfonie Nr. 9 e-Moll, op. 95, 2. Satz, Largo von Antonín Dvořák, 1893[6])
4. Was bin ich ohne dich (im Original als Solveigs Lied von Edvard Grieg, 1876 / Originalinterpret: Orchester des Christiania Theaters & Johan Hennum[7])
5. Plaisir d’amour (im Original von Jean-Paul-Égide Martini, 1785 / erstmals 1902 von Monsieur Fernand aufgenommen[8])
6. Komm’ wieder gut nach Haus’ (im Original als Liebestraum Nr. 3 von Franz Liszt, 1850[9])

- Seite 2

1. Irgendwo auf der Welt (im Original als Va, pensiero von Giuseppe Verdi, 1882[10])
2. Die Spieluhr (im Original als Humoreske op. 101 Nr. 7 in b-Moll  von Antonín Dvořák, 1894[11])
3. Wo sind die schönen Jahre (nach Fantaisie-Impromptu op.66, Frédéric Chopin)
4. Ohne dich (im Original als Poème von Zdeněk Fibich, 1893[12])
5. Venedig bei Nacht (im Original als Elfenlied von Alfred von Wolzogen, Charles Nuitter und Jacques Offenbach, 1864[13])
6. Schlafe, mein Prinzchen, schlaf ein (im Original von Johann Friedrich Anton Fleischmann und Friedrich Wilhelm Gotter, 1794[14])